# Научно-исследовательский и проектно-технологический институт хмелеводства
Научно-исследовательский и проектно-технологический институт хмелеводства — государственное научное учреждение Российской академии сельскохозяйственных наук, располагавшееся в городе Цивильск Чувашской Республики.

## История
Приказом Государственного агропромышленного комитета Нечернозёмной зоны РСФСР от 21 февраля 1990 г. № 65 организован Всероссийский научно-исследовательский и проектно-технологический институт хмелеводства (ВНИПТИХ) в Чувашской АССР на базе Российской республиканской научно-исследовательской хмелеводческой станции с местом нахождения г. Цивильск.
Приказом Министерства сельского хозяйства РФ от 26 января 1994 г. № 14 Всероссийский научно-исследовательский и проектно-технологический институт переименован Научно-исследовательский и проектно-технологический институт хмелеводства (НИПТИХ).
В 2010 году учреждение было ликвидировано. Вся база была передана в распоряжение РАСХН.

## Известные учёные
Александров, Юрий Александрович (учёный) (9 сентября 1935, Байсубаково, Чебоксарский район, Чувашская АССР — 13 мая 2003, Цивильск, Чувашская Республика) — советский хмелевод-селекционер, кандидат сельскохозяйственных наук; после окончания Чувашского сельскохозяйственного института (1962) работал в Краснодарском крае на Майкопской опытной станции ВИРа, с 1976 по 1997 — директором Чувашской станции химизации, Российской хмелеводческой станции, а с марта 1999 — заместитель директора Государственного научного учреждения Научно-исследовательский и проектно-технологический институт хмелеводства Российской академии сельскохозяйственных наук (Цивильск, Чувашия). Вывел и передал в производство сорта хмеля Цивильский и Дружный (1996).